# Indya Moore

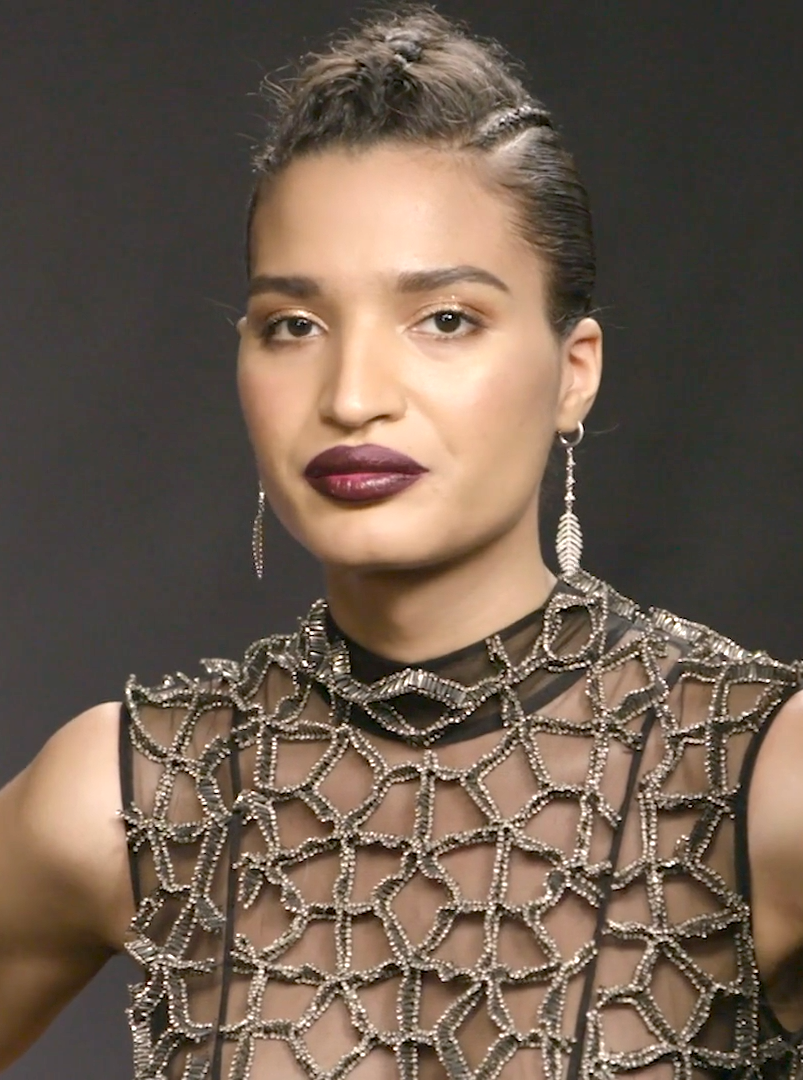
Indya Moore (2019)

Indya Moore (geboren 17. Januar 1995 in der Bronx, New York) ist ein US-amerikanisches Model und auch schauspielerisch tätig. Bekannt wurde Moore vor allem durch die Darstellung der Hauptfigur Angel Evangelista in der FX-Produktion Pose. 2019 wurde Moore vom Time Magazine zu einer der 100 weltweit einflussreichsten Personen gewählt.

## Leben
Indya Moore stammt aus der Bronx und hat haitianische, puerto-ricanische sowie dominikanische Wurzeln. Im Alter von 14 Jahren verließ Moore nach eigenen Angaben aufgrund transphober Aussagen der Eltern das Zuhause und wurde Pflegekind. Moore lebte in dieser Zeit in mehreren Pflegefamilien und zog oft innerhalb der fünf New Yorker Countys um. Aufgrund anhaltendem Mobbing durch Mitschüler brach Moore die High School als sophomore (zehnte Klasse) ab und wurde bereits im Alter von 15 Jahren als Model tätig. Moore holte allerdings einige Jahre später den Schulabschluss nach und absolvierte einen GED-Test.
Moore ist trans und nichtbinär und beansprucht im Englischen das neutrale Pronomen they.

## Karriere

### Anfänge in der Mode- und Schauspielbranche
Moore modelte anfangs für die Modehäuser Dior und Gucci, die zwar Bedenken ob Moores Geschlechtsidentität hatten, Moore aber trotzdem einstellten. Obwohl Moore viele Aufträge erhielt und als Model erfolgreich war, missfiel Moore diese Arbeit nach eigenen Angaben wegen der Fixierung der Branche auf das Körperbild der Models im Laufe der Zeit immer mehr. Moore beschloss im Jahr 2016, auch schauspielerisch tätig zu sein, und erhielt eine Statisten-Rolle in der Netflix-Eigenproduktion The Get Down. Am Set traf Moore auf Jose Gutierez Xtravaganza, einem Tänzer und prominentem Mitglied der Ballroom Culture, in der meist nicht-weiße Mitglieder der LGBT-Gemeinschaft als Mitglieder sogenannter Houses bei künstlerischen Wettbewerben gegeneinander antreten. Xtravaganza ermutigte Moore, professionell zu schauspielern und legte Moore nahe, zu einem Vorsprechen für den Independent-Film Saturday Church zu gehen. Moore erhielt schließlich die Rolle Dijon in der Produktion, in der es um einen Jugendlichen geht, der von zuhause wegläuft und sich in der Ballroom Culture wiederfindet. Saturday Church wurde am 23. April 2017 auf dem Tribeca Film Festival uraufgeführt und erhielt positive Kritiken, bevor er am 12. Januar 2018 in die US-amerikanischen Kinos kam.
Anfang 2017 lief Moore bei der New York Fashion Week über den Laufsteg und wurde für die Vogue España abgelichtet. Im selben Jahr war Moore im Musikvideo zu Katy Perrys Lied Swish Swish zu sehen. Am 20. Mai stand Moore auch mit weiteren Mitgliedern der LGBT-Gemeinschaft bei Saturday Night Live auf der Bühne, als Perry das Lied sang. Im Abspann der Folge wurde Moore als Mitglied des House of Xtravaganza aufgeführt.

### Pose
Ende 2017 wurde Moore während eines sechs Monate langen Casting für die FX-Fernsehserie Pose besetzt, in der es um die New Yorker Ball-Gemeinschaft der 1980er und 1990er Jahre geht, deren Mitglieder vor allem mit Homo- und Transphobie, Rassismus und der HIV-Epidemie zu kämpfen haben. Moore verkörpert die Hauptfigur Angel Evangelista, eine trans Frau, die zunächst als Prostituierte arbeitet und während ihrer Tätigkeit mit dem jungen Geschäftsmann Stan Bowes eine Affäre anfängt. In der zweiten Staffel ist Angel wie Moore selbst als Model tätig und verlobt sich mit ihrem House-Mitglied Lil Papi. Pose feierte am 3. Juni 2018 ihre Premiere und wurde sowohl von Zuschauern als auch von Kritikern mehrheitlich positiv bewertet. Richard Lawson schrieb in Vanity Fair, dass Moore Angels „Behutsamkeit und Wünsche fantastisch kommuniziere“ und die Facetten ihrer Persönlichkeit mit „ergiebiger, subtiler emotionaler Klarheit“ darstelle. Judy Berman war in der Time der Ansicht, dass Moores Leistung in der zweiten Staffel neben der von Billy Porter „heraussteche“. Ähnlich äußerte sich Emily Todd VanderWerff von Vox, laut ihr sei Moore zum „Gesicht“ der Serie geworden.

### Weitere Projekte
Moore wurde 2018 sowohl von der Model-Agentur IMG Models als auch von der Künstleragentur William Morris Agency unter Vertrag genommen. Moore ist somit die erste trans Person, die von William Morris Agency engagiert wurde. Im selben Jahr gründete Moore eine eigene Produktionsfirma mit Namen Beetlefruit Media, bei der die persönlichen Geschichten von Personen erzählt werden sollen, denen kein Wahlrecht zugestanden wird.
Im Mai 2019 wurde Moore als erste trans Person auf dem Titelbild der US-amerikanischen Ausgabe der Elle abgebildet. Im selben Jahr sprach Moore in einer Folge der Animations-Miniserie Steven Universe Future die Figur Shep, die ebenfalls nicht-binär ist.
Moore soll in der Horror-Fernsehserie Magic Hour mitspielen, die auf Mary Shelleys Frankenstein basiert, Moore wird an dieser auch als Executive Producer mitwirken. Zudem wurde Moore am 18. Oktober 2019 für eine Rolle in Escape Room 2: No Way Out besetzt, der Fortsetzung des Films Escape Room aus demselben Jahr besetzt.

## Persönliches
Anfang 2019 wurde Moore von MJ Rodriguez (die beiden standen bereits für Saturday Church gemeinsam vor der Kamera), Hauptdarstellerin in Pose, interviewt. In dem Gespräch erklärte Moore, sich zwar als nicht-binär zu identifizieren, allerdings trotzdem oft als Frau betrachtet zu werden, weswegen Moore derselben „ungerechten Überwachung und Prüfung“ wie Frauen ausgesetzt sei. Deswegen sei Moores Tätigkeit als Model eine Möglichkeit, dies zu umgehen und die „Autonomie zu besitzen, sich selbst auszudrücken“.
Im Juni 2020, zum 50. Jubiläum der ersten Pride Parade der Vereinigten Staaten, wurde Moore von der sich an LGBT-Leser richtenden Online-Publikation Queerty zu einer der 50 Personen ernannt, die die USA in Richtung Gleichheit, Akzeptanz und Würde für alle lenkten.

## Filmografie (Auswahl)
- 2017: Saturday Church
- 2017: Spot (Kurzfilm)
- 2018–2021: Pose (Fernsehserie, 26 Episoden)
- 2019: Queen & Slim
- 2019: Steven Universe Future (Animationsserie, Sprechrolle Episode 1x9)
- 2020: A Babysitter’s Guide to Monster Hunting
- 2020: Magic Hour (Kurzfilm)
- 2021: French Water (Kurzfilm)
- 2021: Escape Room 2: No Way Out (Escape Room: Tournament of Champions)
- 2021: The One (Kurzfilm)
- 2023: Marvel’s Moon Girl and Devil Dinosaur (Animationsserie, Sprechrolle, vier Episoden)
- 2023: Nimona (Stimme von Alamzapam Davis)
- 2023: Aquaman: Lost Kingdom (Aquaman and the Lost Kingdom)
- 2024: Ponyboi
- 2025: Sandman (The Sandman, Fernsehserie, Episoden 2x04–2x05)

## Nominierung
- 2019: Black Reel Award for Television: Nominierung als Beste Nebendarstellerin in einer Drama-Serie, für Pose